# 竹内啓 (幕末)
竹内 啓（たけのうち ひらく、文政11年〈1828年〉2月 - 慶応3年12月24日〈1868年1月18日〉）は、幕末の勤王派志士、国学者。本姓は小川、幼名は嘉助、号は節斎。通称は外記か。

## 生涯
武蔵国入間郡竹内村（現在の埼玉県坂戸市）の里正小川新左衛門の長男として生まれる。漢学を朝川善庵、国学を平田銕胤、医学を辻元崧庵に師事し、医者を生業とした。
慶応3年（1867年）10月ごろ、相楽総三や落合直亮らと共謀し、江戸三田の薩摩藩邸に屯集。同年11月、同志とともに下野国出流山に赴き、尊王倒幕を唱えて挙兵した（出流山事件）。しかし江戸幕府の関東取締出役・渋谷鷲郎らが率いる諸藩兵に鎮圧され、軍勢は壊滅。竹内も、下総国中田宿（現在の茨城県古河市）で捕らえられた。

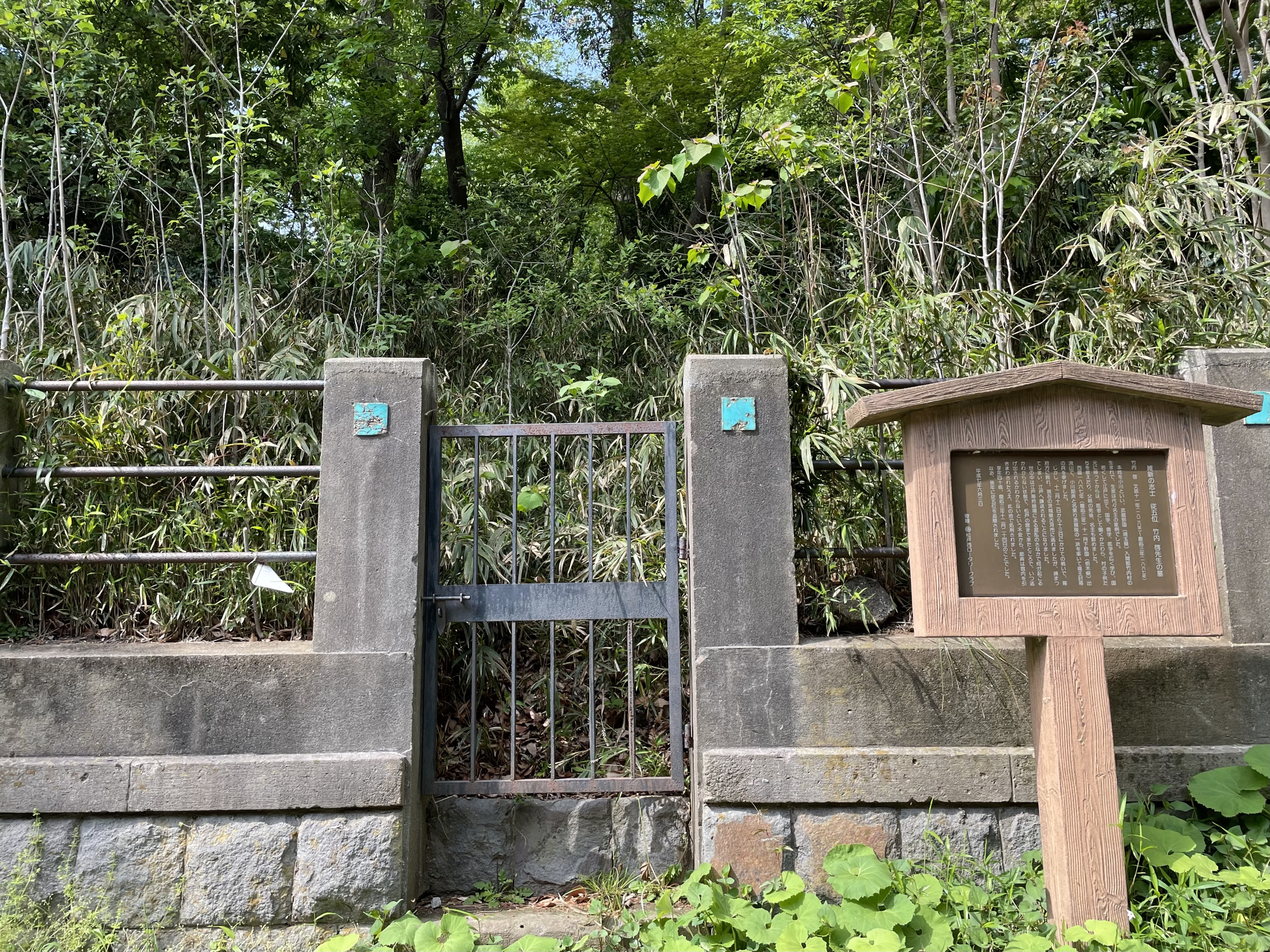
千葉大学松戸キャンパス旧正門前にある墓所。

渋谷とともに鎮圧軍を率いていた木村喜蔵は、武蔵国羽生陣屋（現在の埼玉県羽生市内）へ竹内を護送する途中、「江戸薩摩藩邸を焼き討ちする」という幕府の決定を知り、竹内を奪還する者が現れたら防ぎきれないと懸念した。またそれに加え、相楽の命を受けた浪士らが渋谷らの屋敷を襲ったという知らせも届いたので、報復のために竹内を処刑することに決した。
12月24日、竹内は下総国松戸（現在の千葉県松戸市）の川沿いで斬首された。享年40。明治29年（1896年）9月に靖国神社に合祀され、大正元年（1912年）11月には従五位を贈られた。
墓所は、千葉県松戸市の千葉大学松戸キャンパスと、埼玉県坂戸市竹内の共同墓地にある。